# Fairey Spearfish
Le Fairey Spearfish était un avion militaire britannique de la Seconde Guerre mondiale. Bombardier-torpilleur et bombardier en piqué monomoteur embarqué, réalisé par Fairey Aviation pour la Fleet Air Arm, il a été conçu pendant la guerre, mais le prototype n'a volé qu'en juillet 1945, alors que la guerre était terminée en Europe et un mois avant qu'elle se termine dans le Pacifique. Bien plus gros que les précédents modèles utilisés par la Royal Navy, il devait servir à bord des grands porte-avions de la classe Malta dont la construction a été annulée après la guerre. Sept prototypes ont été commandés, mais seuls cinq ont été construits, dont quatre ont réellement volé. Ils furent principalement utilisés pour des expérimentations, jusqu'à la mise au rebut du dernier avion en 1952.

## Opérateurs
Royaume-Uni
- Royal Navy, Fleet Air Arm

### Aéronefs comparables
- Aichi B7A Ryusei
- Blackburn Firebrand
- Blackburn B-48 Firecrest
- Curtiss XBTC
- Douglas A-1 Skyraider
- Douglas XTB2D Skypirate
- Grumman AF Guardian
- Grumman TBF Avenger
- Martin AM Mauler
- Westland Wyvern